# Fabienne Labrette-Ménager
Fabienne Labrette-Ménager, née le 8 janvier 1961 à Paris 14e, est une femme politique française, membre des Républicains.

## Biographie
Administratrice de société de profession, elle fait son entrée en politique en 2001 en devenant conjointement adjointe au maire de Fresnay-sur-Sarthe et conseillère générale du canton de Fresnay-sur-Sarthe.
Lors des élections régionales de 2004, elle figure sur la liste UDF-UMP menée par François Fillon. Bien que cette liste ait été battue au 2e tour, elle se retrouve élue au conseil régional des Pays de la Loire. Elle abandonne alors son mandat au conseil municipal de Fresnay-sur-Sarthe.
Fabienne Labrette-Ménager est élue députée le 17 juin 2007, pour la XIIIe législature (2007-2012), dans la 1re circonscription de la Sarthe en battant, au deuxième tour, Françoise Dubois (PS) avec 56,55 % des suffrages. Elle succède ainsi à Pierre Hellier (UMP) qui ne se représentait pas.
En juin 2012, lors des élections législatives, Fabienne Labrette-Ménager perd son siège de députée en obtenant 48,24 % des voix, face à la socialiste Françoise Dubois.
Elle démissionne de ses fonctions de secrétaire départementale du parti en raison des « tensions » liées à la « guerre des chefs » à l'UMP, mais elle reste membre du secrétariat national de l'UMP et de la commission des recours du parti.
À la suite des élections municipales de 2014, elle devient maire de Fresnay-sur-Sarthe puis se présente en seconde position aux élections sénatoriales de 2014 dans la Sarthe sans pouvoir être élue. Elle demande finalement l'investiture dans la 1re circonscription de la Sarthe aux élections législatives de 2017 mais Christelle Morançais lui est préférée.  
Le 1er janvier 2019, elle devient maire de la commune nouvelle de Fresnay-sur-Sarthe, issue de la fusion avec les communes voisines de Coulombiers et Saint-Germain-sur-Sarthe. Elle est réélue dans cette fonction le 26 mai 2020.
Elle est élue conseillère départementale dans le canton de Sillé-le-Guillaume aux élections départementales de 2015, puis réélue aux élections départementales de 2021.

## Mandats
Député
- Du 20 juin 2007 au 19 juin 2012 : députée de la première circonscription de la Sarthe.

Conseiller régional
- Du 28 mars 2004 au 31 juillet 2007[note 1] : conseillère régionale des Pays de la Loire

Conseiller général/départemental
- Du 18 mars 2001 au 9 mars 2008 : membre du conseil général de la Sarthe (élue dans le canton de Fresnay-sur-Sarthe)
- Depuis le 30 mars 2015 : membre du conseil départemental de la Sarthe (élue dans le canton de Sillé-le-Guillaume)

Maire / conseiller municipal
- Du 18 mars 2001 au 28 mars 2004 : adjointe au maire de Fresnay-sur-Sarthe
- Du 30 mars 2014 au 31 décembre 2018 : maire de Fresnay-sur-Sarthe (ancienne commune devenue commune déléguée le 1er janvier 2019)
- Depuis le 1er janvier 2019 : maire de Fresnay-sur-Sarthe (commune nouvelle)